# Château de Balleroy
Le château de Balleroy est une demeure qui se dresse sur le territoire de commune française de Balleroy-sur-Drôme, dans le département du Calvados, en région Normandie.
Le château est partiellement classé au titre des monuments historiques.

## Localisation
Le château, dominant la Drôme, est situé sur la commune de Balleroy-sur-Drôme, sur le territoire de la commune déléguée de Balleroy, dans le département français du Calvados.

## Historique

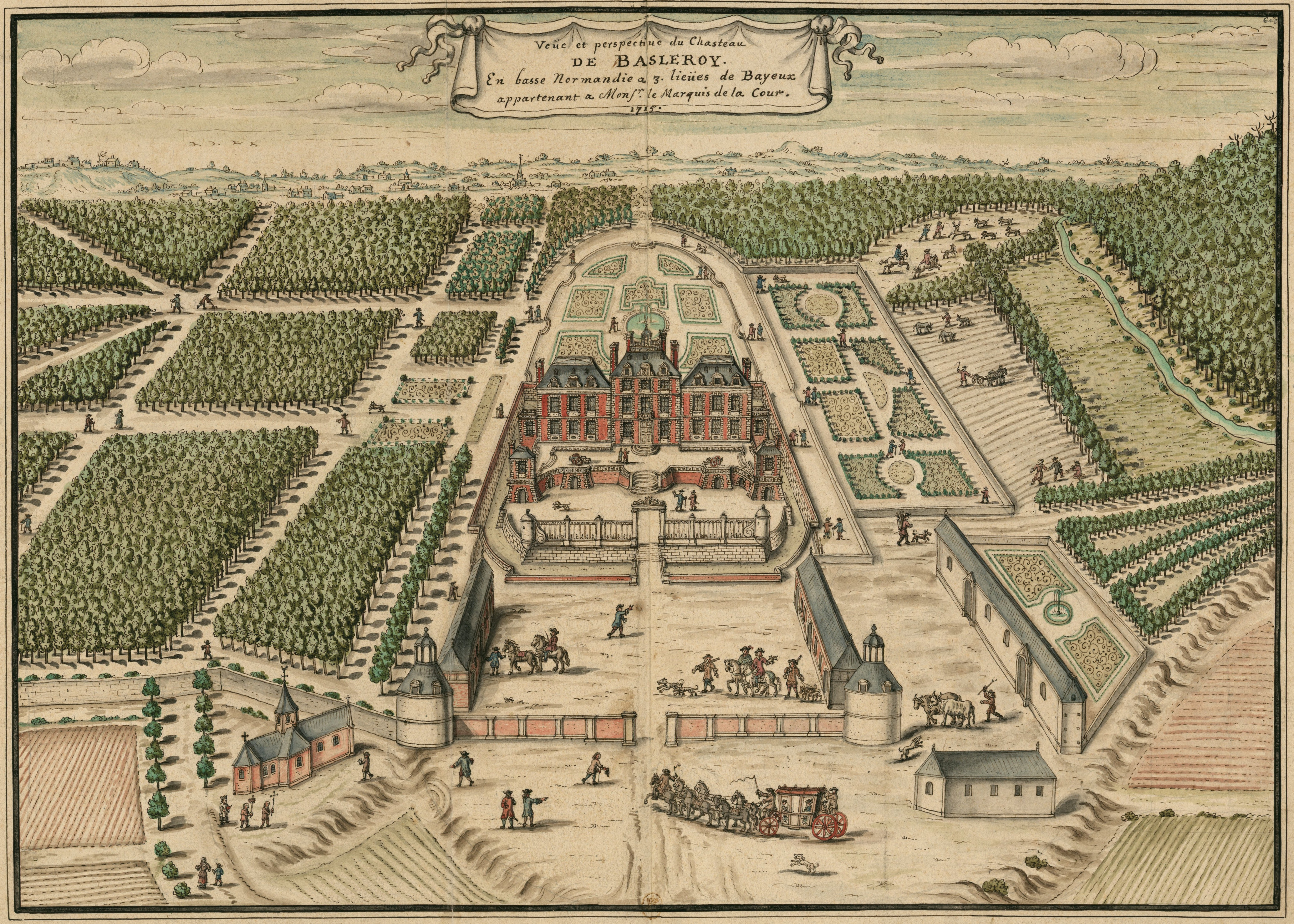
Perspective de 1715, par Louis Boudan.

Le château de Balleroy — au sein d'un fief qui s'est appelé Baleré — proche de la forêt et de l'abbaye de Cerisy, est acquis le 1er avril 1600 par Jean de Choisy, fils de l'un des vingt-quatre marchands de vin suivant la cour d'Henri IV.
Ayant fait la connaissance dans un hôtel de Meulan avec le surintendant des finances François d'O, lors de la partie d'échecs qui suivit le souper, Choisy l'aurait par calcul laissé gagner, ce qui fit que cet influent personnage se l'attacha, l'employa dans les affaires et fit sa fortune, lui permettant de payer 1 500 écus ce petit fief normand formé « de maigres pâturages, de ronces et de bruyères ».
Le château fut vraisemblablement édifié par son fils Jean II de Choisy, entre 1625 et 1630, sur des plans attribués à François Mansart. Jean II avait épousé une Hurault, arrière-petite-fille du chancelier de L'Hospital, cousine du chancelier Hurault de Cheverny, qui correspondait entre autres avec Marie de Gonzague, reine de Pologne, la duchesse de Savoie — sœur de Louis XIII — la reine Christine de Suède et diverses princesses allemandes. Sa réputation d'intellectuelle intéressa ainsi le jeune Louis XIV voulant devenir « un honnête homme », qui rémunéra les entretiens qu'elle lui accorda deux fois par semaine par une pension de 8 000 livres (Frégnac).
Jean II était conseiller d'État, chancelier de Monsieur, duc d'Orléans. Le couple était somptueusement logé au palais du Luxembourg. En 1665, Mme de Choisy devenue veuve sera exilée dans sa terre de Balleroy, où elle fit transporter son mobilier et le décor de ses appartements, qui sont encore un fleuron du château.
En 1679, le château échut à l'abbé de Choisy (1644-1724), quatrième et dernier fils de Jean III de Choisy, qui est très jeune travesti en fille par sa mère — jusqu'à ses dix-huit ans, afin de faire sa cour à Anne d'Autriche et l'introduire dans l'entourage de son fils cadet, Philippe d'Orléans, dont il devient le jeune compagnon de jeux.
Devenu abbé, il écrivit célèbres Mémoires pour servir l'histoire de Louis XIV (1737). Il fut envoyé comme ambassadeur auprès du roi de Siam en vue d'une conversion au catholicisme. Ayant hérité du domaine de Balleroy à la place de son frère aîné, mort sans enfants, il le vendit en 1698 (ou 1700 ?) à la princesse d'Harcourt, née Françoise de Blacas, qui n'en jouit que quelques mois.
Par lettres patentes de 1704 la terre de Balleroy est érigée en marquisat au profit de son cousin par alliance Jacques de La Cour (1665-1725), conseiller du roi, époux de Madeleine-Charlotte-Émilie de Caumartin (1675-1749), que la coutume de Normandie avait autorisée, en sa qualité de petite-fille de Madeleine de Choisy († 1672) à exercer le droit de retrait lignager (17 décembre 1701).
En 1744, Jacques-Claude, second marquis de Balleroy (1694-1773), époux d'une Goyon-Matignon, premier écuyer du duc d'Orléans puis gouverneur du duc de Chartres, y fut exilé, par Louis XV, pour avoir pris parti contre Mme de Châteauroux, la maîtresse royale du moment ; il s'occupa alors de ses houillères de Littry et fonda une poterie de grès.
Ses deux fils militaires furent arrêtés à Balleroy pendant la Révolution puis condamnés et guillotinés le 27 mars 1794 ; quant à sa fille, la comtesse d'Hervilly, après que le docteur Vimard eut réussi à la faire échapper au même sort en la faisant passer pour folle en l'ayant roulée dans des orties, elle dut se cacher longtemps avec ses filles (Frégnac).
Le domaine et le château fut confisqué mais en 1795 la comtesse revendiqua et obtint sa part du patrimoine familial, qu'elle partagea en 1806 avec son frère Philippe (1763-1840), quatrième marquis, qui en 1819 dut revendre le domaine à un marquis de La Londe, maire de Versailles, avec faculté de rachat par son fils.
C'est ainsi qu'en 1827 François ou Franz (1796-1875), cinquième marquis, époux de Mathilde d'Orglandes, put en reprendre possession.
Jusqu'en 1970 le domaine familial resta aux mains de ses héritiers en la personne de Myriam Bénédic (1926-2006) — dont l'époux fut filleul de Hubert Lyautey — qui le vendit à l'homme d'affaires américain milliardaire Malcolm Forbes, directeur du magazine Forbes, organisateur du Festival international de montgolfières, et qui créa dans les communs un musée de l'aérostation. En août 2019, soit près de vingt ans après la mort de son père, Christopher Forbes l'a revendu avec son mobilier à l'entrepreneur américain Roy Eddleman.

### Occupants et visiteurs célèbres
Parmi ses occupants célèbres on compte, sous le second Empire, le comte Albert Félix Justin de la Cour de Balleroy, peintre animalier du XIXe siècle, ami d'Édouard Manet et du groupe des Batignolles. Quatre de ses tableaux représentant des scènes de chasse ornent la salle à manger du château. L'impératrice Eugénie posséda une de ses œuvres. Commandant de la garde nationale de 1870 à 1871, cette même année il fut élu au scrutin de liste premier député du Calvados. Son fils Jacques (1870-1948) fut le sixième et avant-dernier marquis de Balleroy.
Marcel Proust visite le château en compagnie de Paul Helleu et l'aurait transposé en château de Guermantes dans À la recherche du temps perdu.

## Description

### Un chef-d'œuvre de l'architectureLouisXIII
François Mansart, alors inconnu, qui avait déjà dressé les plans du nouveau château de Berny, demeure transformée pour le chancelier Pierre Brûlart de Sillery (1624-1625), vint régulièrement à Balleroy de 1632 à 1634 et donna ici ceux du château et du vieux village qui, préexistant à la demeure seigneuriale, fut déplacé et disposé de part et d'autre d'un axe principal afin de créer une perspective où se succèdent rue, avenue ou allée d'honneur, pente douce, cour d'honneur encadrée de deux pavillons carrés et à laquelle on accède par un degré « à double mouvement inverse », dérivé d'un modèle conçu par Bramante pour le Vatican, et très en vogue auprès des architectes du XVe siècle, communs longs et bas encadrant des parterres de grands rinceaux de buis, cour d'honneur de plan cintré flanquée de deux guérites, enfin terrasse ceinte d'une balustrade, comme un « plateau » où semble posé le château[pas clair].
Construit en schiste rougeâtre local, moins onéreux que la brique traditionnelle, sur lequel se détachent les chaînes de pierre de Caen harpées, le château, Grand Siècle, coiffé de hauts toits d'ardoise, comporte un pavillon central, abritant un grand escalier de plan carré à jour central, couronné d'un lanternon, et flanqué de deux bâtiments plus bas. Les communs sont disposés de part et d'autre des jardins à la française dessiné par Le Nôtre.
L'entrée de la demeure donne sur un escalier, premier du genre, qui tourne autour d'un axe creux. À l'étage, le grand salon d'apparat, avec son parquet à la versaillaise, arbore un somptueux décor mural complété, vers 1675, par une importante composition peinte sur le plafond Le Char du Soleil par Charles de La Fosse, et non par Mignard comme on l'a longtemps cru, ainsi que les portraits exécutés vers 1651, au cœur de la Fronde, attribués à Juste d'Egmont, exaltant les ambitions de Gaston d'Orléans, de la duchesse et de leurs enfants, en particulier la Grande Mademoiselle, représentée en Minerve. Le Grand Condé préside au-dessus de la cheminée, tandis que le portait (posthume) de Louis XIII, et celui de Louis XIV occupent des places secondaires. Le salon du rez-de-chaussée reçut le Tobie et l'Ange de Claude Vignon.
Au début du XXe siècle, Henri Duchêne créa dans la cour entre les deux bâtiments d'écuries un jardin à la française composé de deux parterres de buis taillés et d'une terrasse flanquée de deux pavillons.
Les communs de gauche abritent le musée des Ballons créé par Malcolm Forbes, qui contient des documents sur les frères Montgolfier.
Le jardin est cité par Philippe Thébaud parmi les trois cents plus beaux jardins de France.

## Protection
Le château, les pavillons d'angle de sa cour d'honneur, les façades et toitures des bâtiments des communs et les deux tours qui précèdent ces derniers, ses douves, ses jardins et son parc sont classés aux titres des monuments historiques par arrêté du 18 janvier 1951.

### Site naturel
Le parc et ses avenues constituent un site classé depuis le 4 mars 1943.

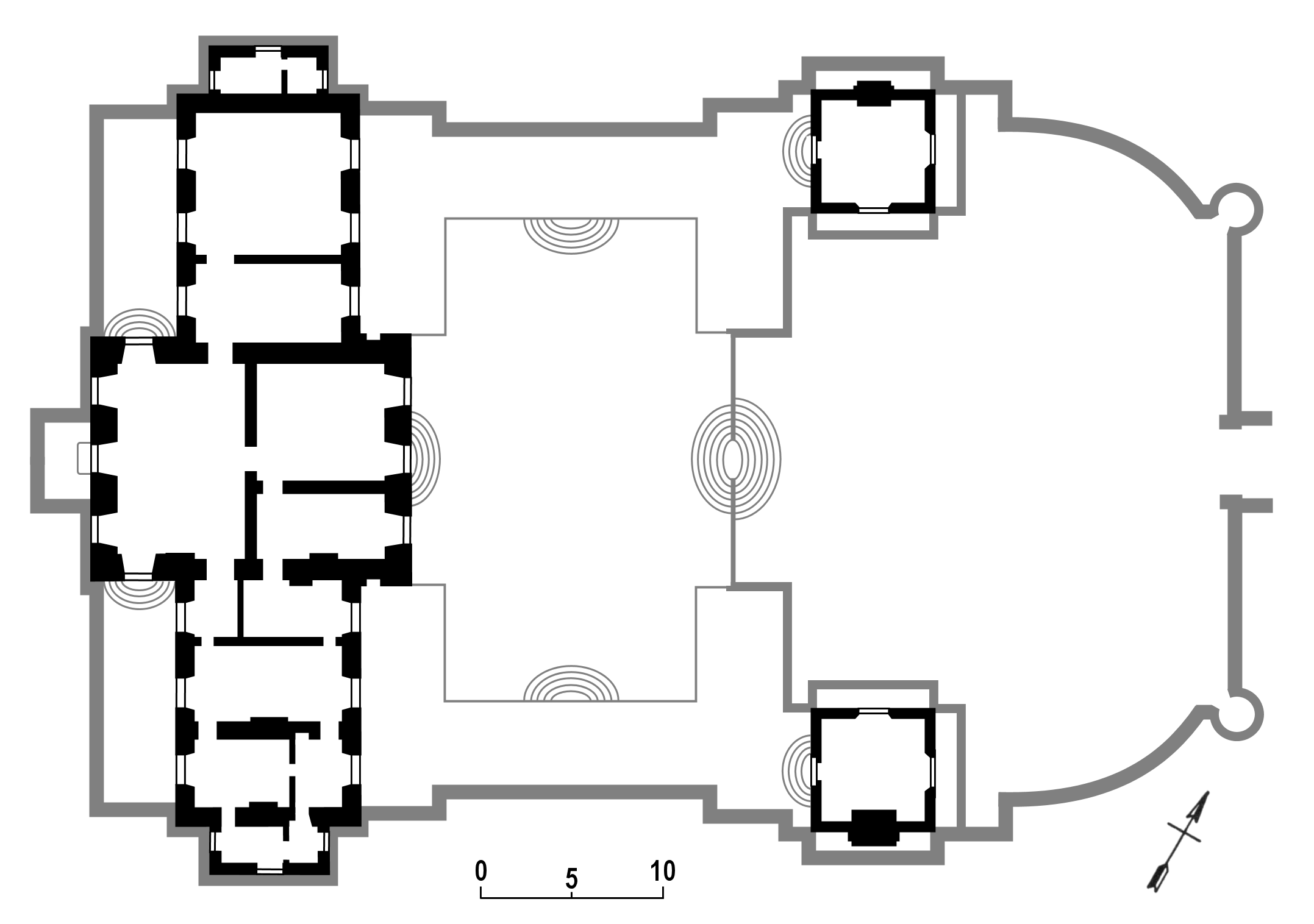
Plan du château.
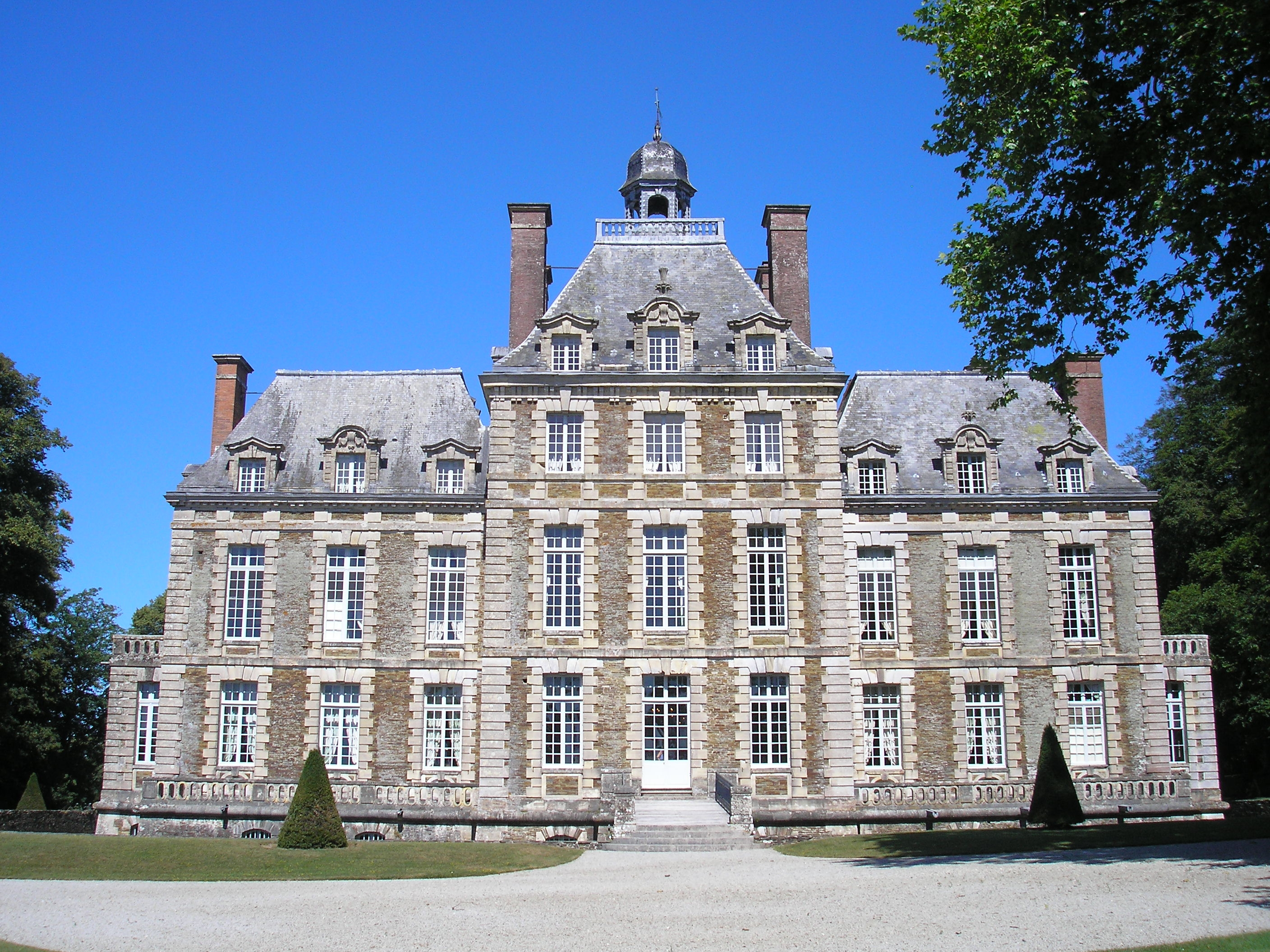
La façade ouest.
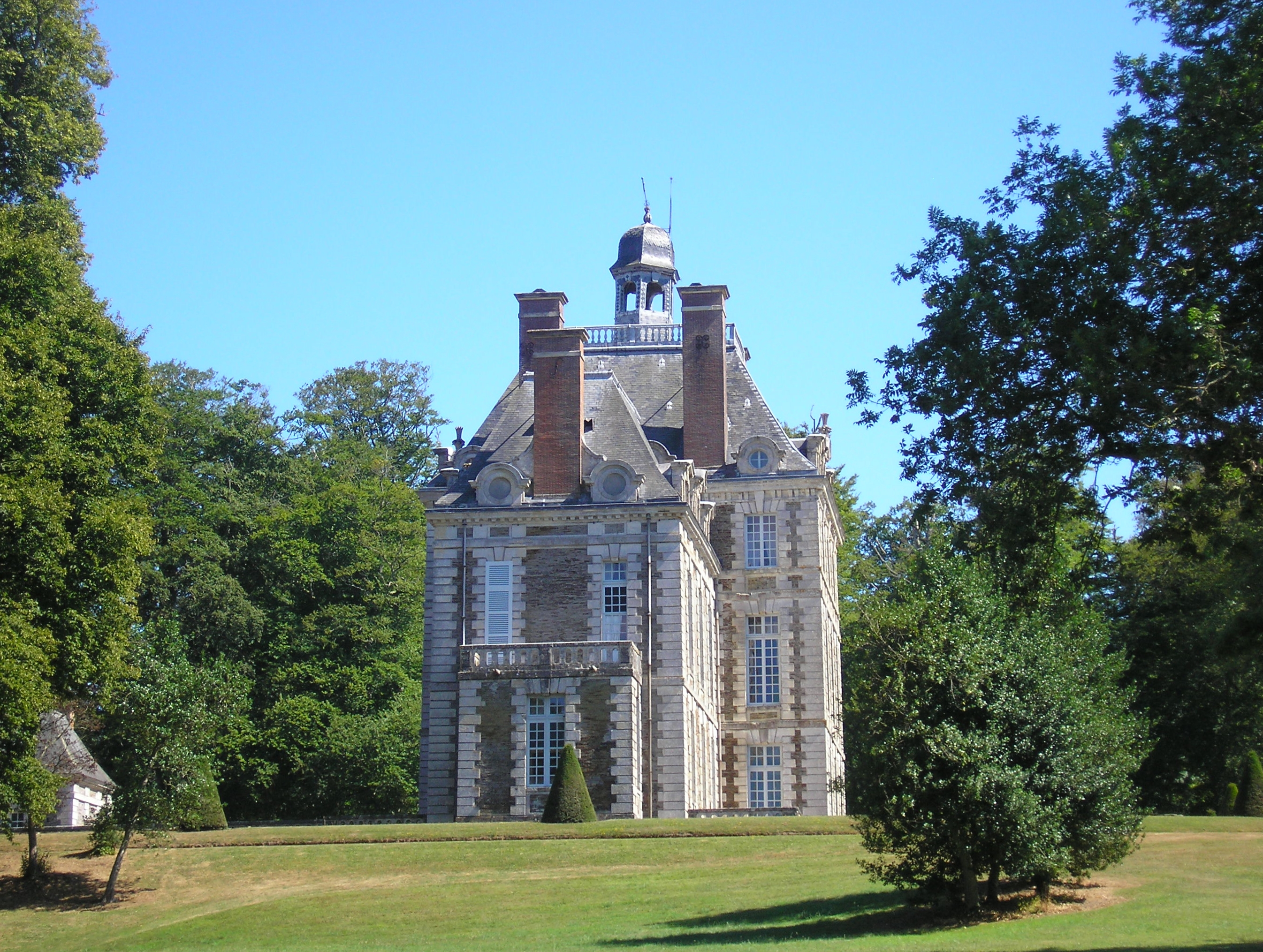
La façade nord.
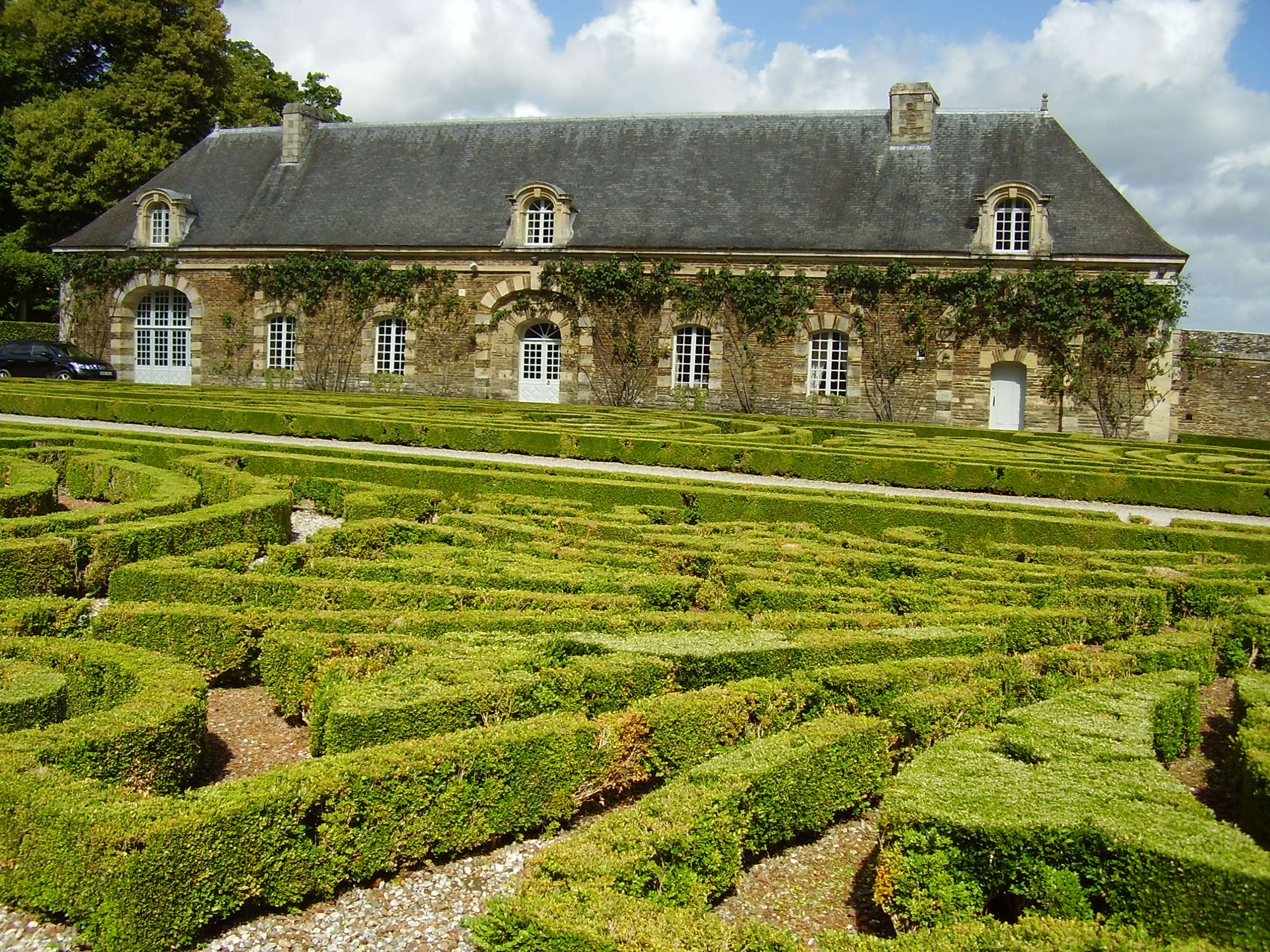
Les communs et le jardin à la française.
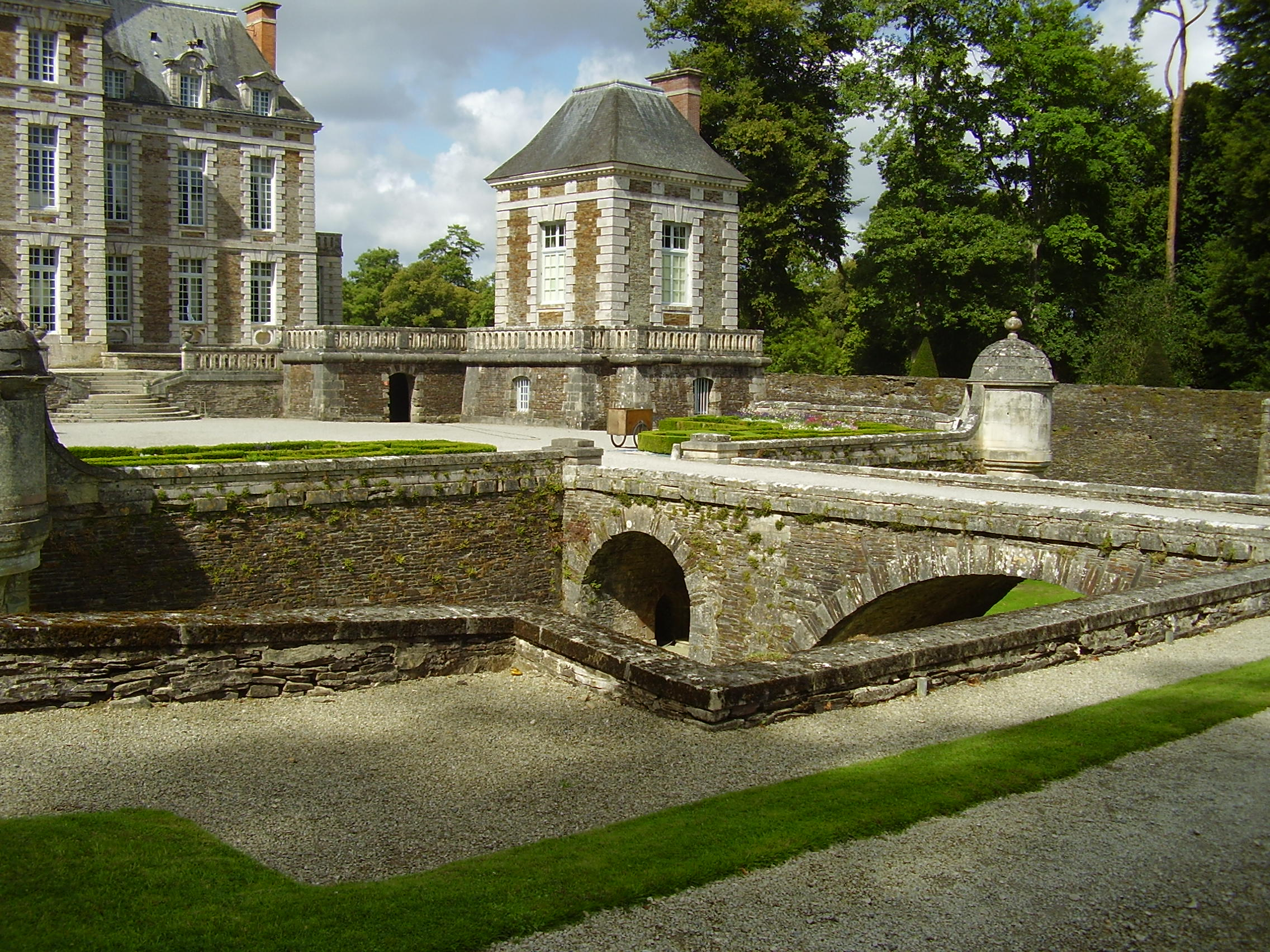
Les douves.